# Guerra di successione fiamminga
La guerra di successione fiamminga fu uno conflitto composto da una serie di scontri feudali a metà del XIII secolo tra i figli di Margherita II delle Fiandre. Essi riguardarono due stati, il primo feudo del re di Francia ed il secondo del re di Germania.

## Le origini del conflitto
Quando Baldovino IX, conte delle Fiandre e dell'Hainault, lasciò il suo paese per prendere parte alla Quarta crociata nel 1202, lasciò i suoi domini in occidente sotto la salvaguardia della sua figlia primogenita, Giovanna. Questa ereditò le contee alla morte del padre e, malgrado due matrimoni, morì senza eredi nel 1244. Venne succeduta dalla sorella minore, Margherita II.
Il primo matrimonio di Margherita con Burcardo di Avesnes venne interrotto nel 1221 per ordine di Giovanna quando la scomunica colpì Burcardo. Da Bouchard, ad ogni modo, ella aveva avuto già tre figli, tra cui Giovanni I di Avesnes. Nel 1223, Margherita si sposò con Guglielmo II di Dampierre (m. 1231), dal quale ebbe altri tre figli, tra cui Guglielmo III e Guido di Dampierre.
I diritti di eredità di Margherita passarono quindi in maniera eguale ai suoi figli nati dall'Avesnes e dal Dampierre causando così la guerra di successione fiamminga.

## Il primo conflitto
Il primo conflitto si aprì proprio con l'ascesa di Margherita II nel 1244. Giovanni I di Avesnes e Guglielmo di Dampierre, fratellastri, si combatterono sino a quando non intervenne re Luigi IX di Francia nel 1246. Luigi diede infatti l'Hainault (tecnicamente non in suo potere) a Giovanni I di Avesnes e le Fiandre (suo stato vassallo) a Guglielmo di Dampierre. Margherita, alla luce di questo giudizio, concesse di buon grado il governo delle Fiandre a Guglielmo di Dampierre nel 1247, ma non rinunciò al governo dell'Hainault.
Nel 1251, Guglielmo III di Dampierre morì e le Fiandre passarono a suo fratello Guido.

## Il secondo conflitto
Nel 1248, Luigi IX aveva lasciato la Francia alla volta della Settima Crociata rimanendo all'estero per sei anni. Giovanni I di Avesnes, quando seppe che sua madre non era intenzionata a cedergli il governo dell'Hainault come invece aveva fatto con le Fiandre, si rivoltò contro di lei ed attaccò il fratellastro Guido di Dampierre che di recente era divenuto conte delle Fiandre.
La guerra continuò quando Giovanni I di Avesnes convinse l'anti-re tedesco Guglielmo d'Olanda ad annettere l'Hainault e le Fiandre come territori dell'impero. La lotta perdurò sino alla battaglia di Westkapelle del 4 luglio 1253, dove Giovanni I di Avesnes ottenne una grande vittoria su Guido di Dampierre e lo costrinse a rispettare la divisione imposta a sua madre da re Luigi IX, garantendogli così l'Hainault.

## Il terzo conflitto
Margherita ad ogni modo non si arrese a riconoscere lo stato di fatto della situazione. Piuttosto che cedere al figlio l'Hainault, lo concesse a Carlo I d'Angiò, fratello di re Luigi, che era di recente tornato dalla crociata. Carlo colse l'occasione e guerreggiò con Giovanni I di Avesnes, ma questi non riuscì a conquistare Valenciennes e venne ucciso nel corso di una schermaglia. Quando Luigi tornò nel 1254, riaffermò il suo arbitrato iniziale ed ordinò a suo fratello di tenersi al di fuori del conflitto. Carlo tornò in Provenza. Con un secondo arbitrato il "re santo" concluse definitivamente il conflitto ed assegnò l'Hainault a Giovanni I di Avesnes.